# Песоцкий (Брянская область)
Песоцкий — хутор в Погарском районе Брянской области в составе Гетуновского сельского поселения.

## География
Находится в южной части Брянской области на расстоянии приблизительно 4 км на запад-юго-запад по прямой от районного центра города Погар.

## История
Упоминался с середины XIX века как хутор. В 1859 году здесь (хутор Пясоцкого Стародубского уезда Черниговской губернии) было учтено 10 дворов.

## Население
Численность населения: 55 человек (1859 год), 153 (1926), 15 (русские 53 %, цыгане 40 %) в 2002 году, 5 в 2010.